# Anania conisanalis
Anania conisanalis is een vlinder van de familie van de grasmotten (Crambidae). De wetenschappelijke naam van deze soort is voor het eerst voorgesteld als Hapalia conisanalis door George Francis Hampson in een publicatie uit 1918. De spanwijdte van het vrouwtje bedraagt 20 millimeter.
De soort komt voor in Malawi.